# Акты Московского государства 1540 года
Правление: 1533—1584 — Иван IV Васильевич Грозный  (опекунский совет)

## Акты Московского государства 1540 года
- 5 января — жалованная грамота великого князя Ивана Васильевича Успенской Зосиминой пустыни, на судного пристава и о запрещении посторонним людям безъявочно въезжать в монастырский лес.
- 12 марта — грамота великого князя Ивана Васильевича в Переславль и другие города, о повсеместном дозволении жечь известь и приготовлять камень для строения ограды в Троице-Сергиевом монастыре.
- 23 мая — ружная грамота Переславским Похвало-Богородицкому и Рождественскому монастырям.
- 31 августа — губная Соль-Галицкая грамота, с предоставлением соль-галичанам права судить и казнить смертью разбойников.
- Ноябрь — отдельная выпись писцов Карамышева Тимофея Андреевича и Милославского Никиты Козлова Колотиловскому Якову Сидоровичу на деревню Ерёмин починок в Васильевской трети в волости Тошна Вологодского уезда.